# Phrygile à tête grise
Phrygilus gayi
Pour les articles homonymes, voir Phrygile.
Espèce
Statut de conservation UICN

 LC  : Préoccupation mineure
Le Phrygile à tête grise (Phrygilus gayi) est une espèce de passereaux appartenant à la famille des Thraupidae.

## Répartition
Cet oiseau vit dans le centre-nord du Chili et l'ouest de l'Argentine.